# 浅川日の峯
浅川日の峯（あさかわひのみね）は福岡県北九州市八幡西区の地名。浅川日の峯一丁目から四丁目の町がある。住居表示実施済み。郵便番号は807-0876。

## 地理
八幡西区の北部西端に位置し、日ノ峰山（大字浅川）を西・北・東の三方に取り囲んでいる。北西に大字浅川、北に浅川町，大字浅川、東に浅川，浅川学園台、南に浅川台と接し、西に水巻町と接する。

### 河川
- 普通河川 宿ノ内川

## 地域の特徴
日ノ峰山の麓であり、三丁目，四丁目は一丁目，二丁目よりも一段高い台地となっている。町域の東縁を宿ノ内川が北流する。

一丁目に利輝保育園 浅川園，日峯神社、二丁目に浅川市民センター，浅川児童館，浅川日の峯公民館，聞名寺，リブホール 浅川店，ゴルフ練習場，スイミングクラブ等がある。

## 歴史
この辺りはかつて大字浅川の字、本川内，中海田，宮ノ脇と呼ばれていた。浅川地区の炭鉱を採掘中は炭鉱住宅街だったが、閉山後は民間デベロッパーによる市街地再開発街で住宅街が形成された。

### 沿革
- 1982年（昭和57年）6月1日 - 浅川日の峯一丁目 - 二丁目新設[5][6]。
- 1989年（平成元年）6月1日 - 浅川日の峯三丁目 - 四丁目新設[7][8]。
- 1996年（平成8年）6月1日 - 大字浅川の一部を浅川日の峯三丁目に編入[9][10]。
- 1999年（平成11年）6月1日 - 浅川日の峯一丁目の一部が浅川台一丁目に編入[11][12]。

### 町名の変遷
| 実施内容          | 実施年月日               | 実施後           | 実施前         |
| ----------------- | ------------------------ | ---------------- | -------------- |
| 町名新設 住居表示 | 1982年（昭和57年）6月1日 | 浅川日の峯一丁目 | 大字浅川の一部 |
| 町名新設 住居表示 | 1982年（昭和57年）6月1日 | 浅川日の峯二丁目 | 大字浅川の一部 |
| 町名新設 住居表示 | 1989年（平成元年）6月1日 | 浅川日の峯三丁目 | 大字浅川の一部 |
| 町名新設 住居表示 | 1989年（平成元年）6月1日 | 浅川日の峯四丁目 | 大字浅川の一部 |

## 世帯数と人口
2025年（令和7年）3月31日現在（北九州市発表）の世帯数と人口は以下の通りである。
| 町               | 世帯数    | 人口    |
| ---------------- | --------- | ------- |
| 浅川日の峯一丁目 | 444世帯   | 905人   |
| 浅川日の峯二丁目 | 297世帯   | 596人   |
| 浅川日の峯三丁目 | 317世帯   | 674人   |
| 浅川日の峯四丁目 | 290世帯   | 632人   |
| 計               | 1,348世帯 | 2,807人 |

### 人口の変遷
国勢調査による人口の推移。
| 1995年（平成7年）  | 3,823人 | [ 13 ] |  |
| 2000年（平成12年） | 3,619人 | [ 14 ] |  |
| 2005年（平成17年） | 3,473人 | [ 15 ] |  |
| 2010年（平成22年） | 3,139人 | [ 16 ] |  |
| 2015年（平成27年） | 2,981人 | [ 17 ] |  |
| 2020年（令和2年）  | 2,750人 | [ 18 ] |  |

### 世帯数の変遷
国勢調査による世帯数の推移。
| 1995年（平成7年）  | 1,142世帯 | [ 13 ] |  |
| 2000年（平成12年） | 1,153世帯 | [ 14 ] |  |
| 2005年（平成17年） | 1,166世帯 | [ 15 ] |  |
| 2010年（平成22年） | 1,128世帯 | [ 16 ] |  |
| 2015年（平成27年） | 1,149世帯 | [ 17 ] |  |
| 2020年（令和2年）  | 1,129世帯 | [ 18 ] |  |

## 学区
市立小・中学校に通う場合、学区は以下の通りとなる。
| 町               | 街区 | 小学校               | 中学校               |
| ---------------- | ---- | -------------------- | -------------------- |
| 浅川日の峯一丁目 | 全域 | 北九州市立浅川小学校 | 北九州市立浅川中学校 |
| 浅川日の峯二丁目 | 全域 | 北九州市立浅川小学校 | 北九州市立浅川中学校 |
| 浅川日の峯三丁目 | 全域 | 北九州市立浅川小学校 | 北九州市立浅川中学校 |
| 浅川日の峯四丁目 | 全域 | 北九州市立浅川小学校 | 北九州市立浅川中学校 |

## 交通

### バス
域内のバス停と系統は以下のとおりである。
| 運行事業者 | 運行事業者   | 北九州市交通局 | 北九州市交通局 | 北九州市交通局 | 北九州市交通局 | 北九州市交通局 | 北九州市交通局 | 北九州市交通局 |
| 系統       | 系統         | 11             | 54             | 61             | 61循           | 70             | 90             | 91             |
| 停留所     | おかの台     | ○              |                | ○              |                |                |                |                |
| 停留所     | 日の峯公園   | ○              |                | ○              |                |                |                |                |
| 停留所     | 日の峯一丁目 | ○              |                | ○              |                |                |                |                |
| 停留所     | 浅川台       | ○              |                | ○              | ○              |                |                |                |
| 停留所     | 日の峯入口   | ○              |                |                | ○              |                |                |                |
| 停留所     | 浅川小学校前 | ○              | ○              |                |                | ○              | ○              | ○              |

## 施設

### 公共施設
- 北九州市立浅川市民センター
- 浅川日の峯公民館

### 商業施設
- リブホール 浅川店

### 社会福祉施設
- 北九州市立浅川児童館
- 利輝保育園 浅川園

### 寺社
- 日峯神社
- 聞命山 聞名寺

### 公園
- 浅川公園
- 浅川二号公園
- 浅川六号公園
- 浅川七号公園
- 浅川西公園
- 浅川東公園
- 浅川南公園
- 日の峯公園
- 緑道公園